# Triophinae
Triophinae Odhner, 1941 è una sottofamiglia di molluschi nudibranchi della famiglia Polyceridae.

## Tassonomia
La sottofamiglia comprende i seguenti generi:
- Colga Bergh, 1880 (4 sp.)
- Crimora Alder & Hancock, 1862 (5 sp.)
- Heteroplocamus Oliver, 1915 (1 sp.)
- Holoplocamus Odhner, 1926 (1 sp.)
- Joubiniopsis Risbec, 1928 (1 sp.)
- Kaloplocamus Bergh, 1880 (10 sp.)
- Limacia O. F. Müller, 1781 (9 sp.)
- Plocamopherus Rüppell & Leuckart, 1828 (16 sp.)
- Triopha Bergh, 1880 (4 sp.)